# Елікс
Елікс (англ. Alix) — село в Канаді, у провінції Альберта, у складі муніципального району Лакомб.

## Населення
За даними перепису 2016 року, село нараховувало 734 особи, показавши скорочення на 11,6%, порівняно з 2011-м роком. Середня густина населення становила 234,4 осіб/км².
З офіційних мов обидвома одночасно володіли 15 жителів, тільки англійською — 715, а 5 — жодною з них. Усього 20 осіб вважали рідною мовою не одну з офіційних.
Працездатне населення становило 340 осіб (57,6% усього населення), рівень безробіття — 10,3% (12,5% серед чоловіків та 0% серед жінок). 85,3% осіб були найманими працівниками, а 14,7% — самозайнятими.
Середній дохід на особу становив $46 836 (медіана $36 800), при цьому для чоловіків — $63 673, а для жінок $28 864 (медіани — $53 760 та $24 000 відповідно).
32,2% мешканців мали закінчену шкільну освіту, не мали закінченої шкільної освіти — 23,7%, 44,9% мали післяшкільну освіту, з яких 9,4% мали диплом бакалавра, або вищий.
| Статево-вікова структура населення | Статево-вікова структура населення | Статево-вікова структура населення | Статево-вікова структура населення | Статево-вікова структура населення |
| ---------------------------------- | ---------------------------------- | ---------------------------------- | ---------------------------------- | ---------------------------------- |
|                                    |                                    |                                    |                                    |                                    |
| Всього                             | Всього                             | 50,0%                              |                                    |                                    |
| 0 — 14 років                       | 0 — 14 років                       |                                    | 16,3%                              | 16,3%                              |
| 15 — 64 років                      | 15 — 64 років                      |                                    | 66,7%                              | 66,7%                              |
| 65 і більше                        | 65 і більше                        |                                    | 17%                                | 17%                                |
| 85 і більше                        | 85 і більше                        |                                    | 1,4%                               | 1,4%                               |
| Середній вік (років)               | Середній вік (років)               | 43,642,2                           | 42,9                               | 42,9                               |
| Медіана (років)                    | Медіана (років)                    | 45,944,5                           | 45,4                               | 45,4                               |
| — чоловіки — жінки                 |                                    |                                    |                                    |                                    |

| Походження мешканців:     | Походження мешканців:     | Походження мешканців: | Походження мешканців: | Походження мешканців: |
| ------------------------- | ------------------------- | --------------------- | --------------------- | --------------------- |
| Походження                |                           |                       | осіб                  | %                     |
| Корінні американці        | Корінні американці        |                       | 75                    | 10.22%                |
| Інше північноамериканське | Інше північноамериканське |                       | 265                   | 36.1%                 |
| Європейське               | Європейське               |                       | 515                   | 70.16%                |
| британське                | британське                |                       | 375                   | 51.09%                |
| французьке                | французьке                |                       | 105                   | 14.31%                |
| українське                | українське                |                       | 45                    | 6.13%                 |
| Азійське                  | Азійське                  |                       | 10                    | 1.36%                 |

| Зайнятість населення за галузями (за класифікацією NOC): | Зайнятість населення за галузями (за класифікацією NOC): | Зайнятість населення за галузями (за класифікацією NOC): | Зайнятість населення за галузями (за класифікацією NOC): | Зайнятість населення за галузями (за класифікацією NOC): |
| -------------------------------------------------------- | -------------------------------------------------------- | -------------------------------------------------------- | -------------------------------------------------------- | -------------------------------------------------------- |
|                                                          |                                                          |                                                          |                                                          |                                                          |
| Управління                                               | Управління                                               |                                                          | 16,2%                                                    | 16,2%                                                    |
| Бізнес, фінанси та адміністрування                       | Бізнес, фінанси та адміністрування                       |                                                          | 10,3%                                                    | 10,3%                                                    |
| Природничі та прикладні науки                            | Природничі та прикладні науки                            |                                                          | 2,9%                                                     | 2,9%                                                     |
| Освіта, правозахист, муніципальні та урядові служби      | Освіта, правозахист, муніципальні та урядові служби      |                                                          | 5,9%                                                     | 5,9%                                                     |
| Роздрібна торгівля та послуги                            | Роздрібна торгівля та послуги                            |                                                          | 17,6%                                                    | 17,6%                                                    |
| Гуртова торгівля, транспорт та обладнання                | Гуртова торгівля, транспорт та обладнання                |                                                          | 25%                                                      | 25%                                                      |
| Природні ресурси, сільське господарство                  | Природні ресурси, сільське господарство                  |                                                          | 7,4%                                                     | 7,4%                                                     |
| Виробництво                                              | Виробництво                                              |                                                          | 11,8%                                                    | 11,8%                                                    |

## Клімат
Середня річна температура становить 3°C, середня максимальна – 21,9°C, а середня мінімальна – -19°C. Середня річна кількість опадів – 476 мм.
| Клімат поселення                              | Клімат поселення | Клімат поселення | Клімат поселення | Клімат поселення | Клімат поселення | Клімат поселення | Клімат поселення | Клімат поселення | Клімат поселення | Клімат поселення | Клімат поселення | Клімат поселення | Клімат поселення |
| Показник                                      | Січ.             | Лют.             | Бер.             | Квіт.            | Трав.            | Черв.            | Лип.             | Серп.            | Вер.             | Жовт.            | Лист.            | Груд.            |                  |
| Середній максимум, °C                         | −5,79            | −2,5             | 2,60             | 10,90            | 16,87            | 20,90            | 21,85            | 21,16            | 15,92            | 10,30            | 0,99             | −5,17            |                  |
| Середня температура, °C                       | −12,4            | −9,11            | −4,02            | 4,30             | 10,25            | 14,28            | 16,53            | 15,84            | 10,60            | 5,00             | −4,33            | −10,5            |                  |
| Середній мінімум, °C                          | −19,01           | −15,73           | −10,62           | −2,32            | 3,65             | 7,67             | 11,19            | 10,50            | 5,27             | −0,36            | −9,68            | −15,82           |                  |
| Норма опадів, мм                              | 20               | 14               | 23               | 23               | 47               | 83               | 96               | 67               | 48               | 21               | 18               | 16               |                  |
| Середньомісячна швидкість вітру, м/с          | 3.50             | 3.40             | 3.61             | 3.90             | 4.00             | 3.60             | 3.30             | 3.10             | 3.39             | 3.60             | 3.70             | 3.60             |                  |
| Середньомісячна сонячна радіація, кДж/м²·день | 3730             | 7333             | 12260            | 17316            | 20765            | 22054            | 22615            | 19052            | 13157            | 7915             | 4044             | 2811             |                  |
| --------------------------------------------- | ---------------- | ---------------- | ---------------- | ---------------- | ---------------- | ---------------- | ---------------- | ---------------- | ---------------- | ---------------- | ---------------- | ---------------- | ---------------- |
| Джерело:                                      |                  |                  |                  |                  |                  |                  |                  |                  |                  |                  |                  |                  |                  |